# Подлужани (округ Левіце)
Подлужани (словац. Podlužany) — село, громада округу Левіце, Нітранський край. Кадастрова площа громади — 8.75 км².
Населення 757 осіб (станом на 31 грудня 2018 року).

## Історія
Подлужани згадуються 1255 року.

## Населення
| Рік:            | 1994. | 2004.   | 2014.   | 2024.   |
| --------------- | ----- | ------- | ------- | ------- |
| Кількість осіб: | 777   | 764     | 773     | 759     |
| Різниця:        |       | -1,67 % | +1,17 % | -1,81 % |

| Рік:            | 2023. | 2024.   |
| --------------- | ----- | ------- |
| Кількість осіб: | 762   | 759     |
| Різниця:        |       | -0,39 % |